# Giáo hoàng Sabinianô
Sabinianô (Tiếng Latinh: Sabinianus) là vị giáo hoàng thứ 65 của Giáo hội Công giáo. Theo Niên giám tòa thánh năm 1806 thì ông đắc cử Giáo hoàng vào năm 604 và cai quản giáo hội trong 3 năm 3 tháng 9 ngày. Niên giám tòa thánh năm 2003 xác định triều đại của ông bắt đầu từ ngày 13 tháng 9 năm 604 (6 tháng sau khi đức Gregorio Cả qua đời) và kết thúc vào ngày 22 tháng 6 năm 606.
Tên khai sinh và năm sinh của ông không được xác định. Tuy nhiên truyền thống cho rằng ông sinh tại Blaera, gần Viterbo miền Tuscia, Ý. Truyền thống cho rằng: ông là người đã quy định rung chuông để báo cho mọi người biết giờ suy niệm, cầu nguyện. Ông quy định phải thắp đèn chầu trong các nhà thờ. Một khi đã được bầu làm Giáo hoàng, ông làm mọi cách để hạ uy tín của Đức Gregory bằng những cáo trạng vô căn cứ vì lòng ganh tị với Đức Gregory, một người tiền nhiệm rất được quý trọng. Ông chết dữ vào tháng 6 năm 606.